# Veliki pohod
Veliki pohod je bila selitev nizozemsko govorečih naseljencev proti severu, ki so od leta 1836 naprej potovali z vozmi iz Kapske kolonije v notranjost moderne Južne Afrike in želeli živeti zunaj britanske kolonialne Kapske uprave. Veliki pohod je bila posledica vrhunca napetosti med podeželskimi potomci prvotnih evropskih Kapskih naseljencev, ki so znani skupaj kot Buri in Britanci. Odražalo je tudi vse pogostejši trend med posameznimi burskimi skupnostmi, da sledijo izolacionističnemu in polnomadskemu življenjskemu slogu stran od razvijajočih se upravnih zapletov v Cape Townu. Buri, ki so se udeležili Velikega pohoda, so se identificirali kot voortrekkerji, kar v nizozemščini in afrikanščini pomeni 'pionirji' ali 'iskalci poti' (dobesedno 'predhodniki').
Veliki pohod je vodil neposredno do ustanovitve več avtonomnih burskih republik, in sicer Južnoafriške republike (znane tudi preprosto kot Transvaal), Svobodne države Oranje in republike Natal. Prav tako je povzročilo konflikte, ki so povzročili razselitev severnega ljudstva Ndebele in konflikte z ljudstvom Zulu, ki so prispevali k zatonu in končnemu propadu Zulujske kraljevine.

## Ozadje
Pred prihodom Evropejcev je bilo območje Rta dobrega upanja poseljeno s Kojsani. Prvi Evropejci so se naselili na območju Cape pod okriljem Nizozemske vzhodnoindijske družbe (znane tudi po nizozemskih začetnicah VOC), ki je tam leta 1652 ustanovila oskrbovalno postajo, da bi svojim flotam, namenjenim v tujino, zagotovila sveže zaloge in zatočišče med dolgim potovanjem po morju iz Evrope v Azijo (Hunt, John (2005)). V nekaj kratkih desetletjih je Cape postal dom velikemu številu prebivalcev Glidden, imenovanih tudi burgerji (svobodni državljani), nekdanjih uslužbencev podjetja, ki so ostali na nizozemskih čezmorskih ozemljih po izteku svojih pogodb. Ker je bil glavni namen naselja Cape v tistem času skladiščenje zalog za mimoidoče nizozemske ladje, je VOC svojim zaposlenim ponudil nepovratna sredstva kmetijskih zemljišč pod pogojem, da bodo gojili žito za skladišča podjetja in jih odvezal iz njihovih pogodb, da bi prihranil pri plačah. Vrijburgerjem je bil odobren status oproščenih davka za 12 let in so posodili vsa potrebna semena in kmetijske pripomočke, ki so jih zahtevali. Bili so poročena nizozemski državljani, ki jih je družba štela za "dobrega značaja" in so se morali zavezati, da bodo vsaj 20 let preživeli na afriški celini. Zaradi večnacionalnega značaja delovne sile VOC so nekateri nemški vojaki in mornarji prav tako obravnavali status vrijburgerja in leta 1688 je nizozemska vlada sponzorirala preselitev več kot sto francoskih hugenotskih beguncev na Cape. Posledično do leta 1691 več kot četrtina evropskega prebivalstva kolonije ni bila etnično Nizozemcev. Kljub temu je prišlo do določene stopnje kulturne asimilacije prek medsebojnih porok in skoraj vsesplošnega prevzema nizozemskega jezika. Verjetneje je, da se bodo razcepi zgodili po družbenih in ekonomskih linijah; na splošno so bili kapski kolonisti razdeljeni na Bure, revne kmete, ki so se naselili neposredno ob meji in premožnejše, pretežno urbanizirane kapske Nizozemce.
Po Flandrijski kampanji in Batavski revoluciji v Amsterdamu je Francija pomagala pri ustanovitvi profrancoske klientske države, Batavske republike, na nizozemskih tleh. To je odprlo Cape francoskim vojaškim ladjam. Da bi zaščitila svoje lastne uspešne pomorske ladijske poti, je Velika Britanija do leta 1803 s silo okupirala novonastalo kolonijo. Od leta 1806 do 1814 je bil Cape pod nadzorom britanske vojske, katere edini pomen za kraljevo mornarico je bil njen strateški odnos do indijskega pomorskega prometa. Britanci so uradno prevzeli stalni upravni nadzor okoli leta 1815 kot rezultat Pariške pogodbe.

### Vzroki
Na začetku britanske vladavine je Kapska kolonija obsegala 260.000 km2 in jo je naseljevalo približno 26.720 ljudi evropskega porekla, od katerih je bila relativna večina nizozemskega porekla. Nekaj več kot četrtina jih je bilo nemškega porekla in približno ena šestina je bila potomcev francoskih hugenotov, čeprav večina od leta 1750 ni več govorila francosko. V lasti naseljencev je bilo tudi 30.000 afriških in azijskih sužnjev ter približno 17.000 avtohtonih Kojsanov. Odnosi med naseljenci – zlasti Buri – in novo upravo so se hitro poslabšali. Britanske oblasti so odločno nasprotovale lastništvu Burov nad sužnji in temu, kar je veljalo za njihovo neupravičeno grobo ravnanje z domorodnimi ljudstvi.
Britanska vlada je vztrajala, da Cape financira svoje zadeve s samoobdavčevanjem, pristop, ki je bil tuj tako Burom kot nizozemskim trgovcem v Cape Townu. Leta 1815 je kontroverzna smrt belega kmeta, ki je bil ustreljen po upiranju aretaciji zaradi zlorabe domačega služabnika, povzročila neuspeli Slachterjev Nek upor. Britanci so zaradi upora usmrtili pet Burov. Leta 1828 je guverner Capea razglasil, da imajo vsi domači prebivalci razen sužnjev pravice 'državljanov' glede varnosti in lastništva lastnine, enako kot naseljenci. To je imelo za posledico nadaljnje odtujevanje bele populacije kolonije.ref name="Cambridge">Newton, A. P.; Benians, E. A., ur. (1963). The Cambridge History of the British Empire. Zv. 8: South Africa, Rhodesia and the Protectorates. Cambridge: Cambridge University Press. str. 272, 320–322, 490.</ref> Burska zamera do zaporednih britanskih upraviteljev je še naprej rasla v poznih 1820-ih in zgodnjih 1830-ih, zlasti z uradno vsiljenostjo angleškega jezika. To je nadomestilo nizozemščino z angleščino kot jezikom, ki se uporablja v pravosodnem in političnem sistemu Cape, s čimer je Bure postavil v slabši položaj, saj je večina govorila malo ali nič angleško.
Odtujenost Britanije od Burov je bila še posebej povečana z odločitvijo o odpravi suženjstva v vseh njenih kolonijah leta 1834. Vseh 35.000 sužnjev, registriranih pri kapskem guvernerju, je bilo treba osvoboditi in jim podeliti enake pravice kot ostalim državljanom, čeprav so jih v večini primerov njihovi gospodarji lahko obdržali kot vajence do leta 1838. Mnogi Buri, zlasti tisti, ki so se ukvarjali s pridelavo žita in vina, so bili odvisni od suženjskega dela; na primer, 94 % vseh belih kmetov v bližini Stellenboscha je imelo takrat sužnje in velikost njihove posesti sužnjev je bila v veliki korelaciji z njihovo proizvodnjo. Britanska vlada je ponudila odškodnino, vendar je bilo treba plačilo prejeti v Londonu in le nekaj Burov je imelo sredstva za potovanje.
Nekateri v burski skupnosti so zaradi tega, kar so imeli za neupravičen vdor v njihov način življenja, razmišljali o prodaji svojih kmetij in se podali globoko v neoznačeno notranjost Južne Afrike, da bi preprečili nadaljnje spore in živeli popolnoma neodvisno od britanske vladavine. Drugi, zlasti trekboerji, razred Burov, ki so se ukvarjali s polnomadskimi pastirskimi dejavnostmi, so bili razočarani zaradi očitne nepripravljenosti ali nezmožnosti britanske vlade, da bi razširila meje Kapske kolonije proti vzhodu in jim zagotovila dostop do boljših pašnikov in gospodarskih priložnosti. Odločili so se, da bodo sami odšli čez meje kolonije.

### Opozicija
Čeprav Velika Britanija ni naredila ničesar, kar bi ovirala Veliki pohod, je na gibanje gledala z izrazitim strahom. Britanska vlada je sprva predlagala, da bo konflikt v skrajni notranjosti južne Afrike med selitvijo Burov in ljudstev Bantu, na katere so naleteli, zahteval drago vojaško posredovanje. Vendar pa so oblasti na Capeu prav tako presodile, da človeški in materialni stroški zasledovanja naseljencev in poskusa ponovne uvedbe nepriljubljenega sistema vladanja tistim, ki so ga namenoma zavračali, niso bili vredni takojšnjega tveganja. Nekatere uradnike je skrbelo za plemena, s katerimi se bodo Buri zagotovo srečali, in za to, ali bodo ta plemena zasužnjena ali kako drugače privedena v stanje revščine.
Tudi Veliki pohod ni bil splošno priljubljen med naseljenci. Okoli 12.000 jih je sodelovalo pri selitvi, približno petina takratnega nizozemsko govorečega belega prebivalstva kolonije. Nizozemska reformirana cerkev, ki ji je pripadala večina Burov, je izrecno zavrnila podporo Velikemu pohodu. Kljub njihovi sovražnosti do Britancev so bili nekateri Buri, ki so se sami odločili ostati v Capeu.
Posebna skupnost kapskih Nizozemcev je sprejela britansko oblast; mnogi njeni člani so se celo imeli za zveste britanske podanike s posebno naklonjenostjo angleški kulturi. Kapski Nizozemci so bili tudi veliko bolj urbanizirani in zato manj verjetno, da bodo dovzetni za iste podeželske pritožbe in pomisleke kot tisti, ki so jih imeli Buri.

## Raziskovalni pohod v Natal
Januarja 1832 sta Andrew Smith (Anglež) in William Berg (burski kmet) preiskala Natal kot potencialno kolonijo. Ko sta se vrnilia na Cape, je bil Smith zelo navdušen in vpliv Bergovih razprav z Buri se je izkazal za ključnega pomena. Berg je Natal prikazal kot deželo izjemne kmetijske kakovosti, dobro namočeno in skoraj brez prebivalcev.
Junija 1834 so burski voditelji Uitenhagea in Grahamstowna razpravljali o Kommissietrek ('Komisijska pot'), da bi obiskali Natal in ocenili njegov potencial kot nove domovine za Cape Boere, ki so bili razočarani nad britansko vladavino na Capu. Petrus Lafras Uys je bil izbran za vodjo pohoda. Istočasno je pri Graaff-Reinetu Jan Gerritze Bantjes izvedel za raziskovalno potovanje v Port Natal in je na spodbudo svojega očeta Bernarda Louisa Bantjesa Uysu sporočil, da se zanima za sodelovanje. Bantjes je želel pomagati pri ponovni vzpostavitvi nizozemske neodvisnosti nad Buri in se izogniti britanskemu zakonu na rtu. V začetku avgusta 1834 se je z nekaterimi popotniki odpravil v 220 kilometrov oddaljen Grahamstown, kar je tri tedne trajalo potovanje iz Graaff-Reineta. Nekje okoli konca avgusta 1834 je prispel v Grahamstown, stopil v stik z Uysom in ga predstavil. Bantjes je bil na tem območju že znan kot izobražen mladenič, ki je tekoče govoril in pisal nizozemsko ter angleško. Zaradi teh sposobnosti je Uys povabil Bantjesa, da se mu pridruži. Bantjesove pisateljske sposobnosti bi se izkazale za neprecenljive pri beleženju dogodkov, ko se je potovanje odvijalo.
8. septembra 1834 je Kommissietrek, sestavljen iz 40 moških in ene ženske ter spremstva temnopoltih uslužbencev, s 14 vozovi odpotoval iz Grahamstowna v Natal. Ko so se premikali skozi vzhodni Cape, so jih sprejeli ljudje Xkosa, ki so bili v sporu s sosednjim zulujskim kraljem Dingane ka Senzangakhona, in nepoškodovani so prišli v Natal. Potovala sta bolj ali manj po isti poti, po kateri sta dve leti prej šla Smith in Berg.
Pohod se je izognil obalni poti in se držal položnejšega notranjega terena. Kommissietrek se je približal Port Natalu iz vzhodnega Griqualanda in Ixopa ter prečkal zgornje predele rek Mtamvuna in Umkomazi. Potovanje je bilo zaradi razgibanega terena počasno, in ker je bilo poletje, je deževno obdobje marsikatero reko naraslo do maksimuma. Za napredek so bili potrebni dnevi izvidnic, da bi našli najprimernejše poti za pogajanja. Sčasoma je po tednih izjemnega truda majhna skupina prispela v Port Natal, prečkala reko Congela in se prebila skozi obalni gozd do območja zaliva. Od Grahamstowna so prepotovali približno 650 kilometrov. To potovanje bi z njihovimi počasi premikajočimi se vozovi trajalo približno 5 do 6 mesecev. Drakensbergova pot preko Kerkenberga v Natal še ni bila odkrita.
Februarja 1835 so prispeli v soparno vroč zaliv Port Natal, izčrpani po dolgem potovanju. Tam so pohod kmalu sprejeli z odprtimi rokami nekaj britanskih lovcev in tamkajšnjih trgovcev s slonovino, kot je James Collis, vključno s častitim Allenom Francisom Gardinerjem, nekdanjim poveljnikom ladje kraljeve mornarice Clinker, ki se je odločil tam ustanoviti misijonsko postajo. Po prijetnih izmenjavah med bursko in britansko stranjo se jim je skupina pridružila in povabila Dicka Kinga, da postane njihov vodnik.
Buri so svoj tabor voz ('utrdba za vagone') postavili na območju današnjega dirkališča Greyville v Durbanu, ki so ga izbrali zato, ker je bilo primerno pašo za vole in konje ter je bilo daleč od povodnih konjev, ki so iskali hrano v zalivu. Več majhnih potokov, ki tečejo z grebena Berea, je zagotavljalo svežo vodo. Alexander Biggar je bil tudi v zalivu kot poklicni lovec na slone in je pohodnikom posredoval informacije o razmerah v Port Natalu. Bantjes je delal zapiske, ki jih je predlagal Uys, ki so kasneje predstavljali osnovo za njegovo obsežnejše poročilo o pozitivnih vidikih Natala. Bantjes je izdelal tudi grobe zemljevide zaliva - čeprav tega dnevnika zdaj manjka -, ki prikazujejo potencial za pristanišče, ki bi lahko oskrbovalo Bure v njihovi novi domovini.
V Port Natalu je Uys poslal Dicka Kinga, ki je znal govoriti zulujski jezik, k uMgungundlovu, da bi s kraljem Dinganom raziskal možnost podelitve zemlje. Ko se je Dick King nekaj tednov kasneje vrnil v Port Natal, je poročal, da je kralj Dingane vztrajal, da ga osebno obiščejo. Johannes Uys, brat Pieta Uysa, in številni tovariši z nekaj vozovi so odpotovali proti prestolnici kralja Dinganea v uMgungundlovu in potem, ko so naredili utrjen tabor ob izlivu reke Mvoti, so nadaljevali na konju, vendar jih je ustavila poplavljena reka Tugela in bili prisiljeni vrniti se tabor.
Kommissietrek je zapustil Port Natal proti Grahamstownu z zalogo slonovine v začetku junija 1835, po bolj ali manj isti poti nazaj do Capea in prispel v Grahamstown oktobra 1835. Na priporočilo Pieta Uysa se je Bantjes lotil dela na prvem osnutku poročila Natalialand. Srečanja in pogovori so potekali v glavni cerkvi z velikim odobravanjem in začele so se pojavljati prve iskrice Trek Fevera. Iz vseh informacij, zbranih v Port Natalu, je Bantjes sestavil končno poročilo o »Natalu ali Natalski deželi«, ki je delovalo kot katalizator, ki je navdihnil Bure na Capu, da so sprožili Veliki pohod.

## Prvi val
| Največji prvi val pohoda | Največji prvi val pohoda   | Največji prvi val pohoda | Največji prvi val pohoda                                                               | Največji prvi val pohoda |
| ------------------------ | -------------------------- | ------------------------ | -------------------------------------------------------------------------------------- | ------------------------ |
| Vodja                    | Datum odhoda               | Izhodišče                | Velikost                                                                               |                          |
| Louis Tregardt           | September 1835             |                          | Devet družin, vključno z družino Tregardt                                              |                          |
| Lang Hans van Rensburg   | September 1835             |                          | 49                                                                                     |                          |
| Hendrik Potgieter        | pozno 1835 ali zgodaj 1836 |                          | Več kot 200 se jih je nekoč združilo s strankama Sarela Cilliersa in Casperja Krugerja |                          |
| Gerrit Maritz            | September 1836             | Graaff-Reinet            | Več kot 700 ljudi, vključno s približno 100 belci                                      |                          |
| Piet Retief              | Februar 1837               | Albany                   | Približno 100 moških, žensk in otrok                                                   |                          |
| Piet Uys                 | April 1837                 | Uitenhage                | Več kot 100 članov družine Uys.                                                        |                          |

Prvi val Voortrekkerjev je trajal od leta 1835 do 1840, med katerim se je po ocenah udeležilo 6000 ljudi (približno 10 % bele populacije Kapske kolonije ali 20 % bele populacije v vzhodnem okrožju v 1830-ih).
Prvi dve skupini Voortrekkerjev sta zapustili septembra 1835, vodila sta ju Louis Tregardt in Hans van Rensburg. Ti dve skupini sta januarja 1836 prečkali reko Vaal pri Robert's Driftu, toda aprila 1836 sta se razšli, le 110 kilometrov od gorovja Soutpansberg, zaradi razhajanj med Tregardtom in van Rensburgom.
Konec julija 1836 je celotno skupino van Rensburga, razen dveh otrok, ki ju je rešil zulujski bojevnik, v Inhambanu pokoril impi (sila bojevnikov) iz Manukosija. Tisti iz Tregardtove skupine, ki so se ustavili okoli Soutpansberga, so se preselili v kolonijo zaliva Delagoa, pri čemer je večina skupine, vključno s Tregardtom, umrla zaradi vročine.
Skupina, ki jo je vodil Hendrik Potgieter, je odšla iz območja Tarke konec leta 1835 ali v začetku leta 1836, septembra 1836 pa je skupina pod vodstvom Gerrita Maritza začela svojo pot iz Graaff-Reineta. Med pohodniki ni bilo jasnega soglasja o tem, kje se bodo naselili, vendar so vsi imeli cilj naseliti se blizu izliva v morje.

### Konflikt z Matebele
Avgusta 1836 je kljub že obstoječim mirovnim sporazumom z lokalnimi temnopoltimi voditelji patrulja Ndebele (Matebele) napadla družinski del Potgieterjeve skupine Liebenberg in pri tem ubila šest moških, dve ženski in šest otrok. Domneva se, da je bil njihov glavni cilj pleniti govedo Voortrekkerjev. 20. oktobra 1836 je Potgieterjevo skupino napadla vojska 4600 Ndebele bojevnikov v bitki pri Vegkopu. Petintrideset oboroženih pohodnikov je odbilo napad Ndebelejev na njihov tabor, pri čemer so izgubili dva človeka in skoraj vse govedo pohodnikov. Potgieter, Uys in Maritz so izvedli dva kaznovalna napada komandosov. Prva je povzročila oplenitev kolonije Ndebele v Mosegi, smrt 400 Ndebelejev in odvzem 7000 govedi. Drugi komandos je prisilil Mzilikazija in njegove privržence, da so pobegnili v današnji sodobni Zimbabve.
Do pomladi 1837 je bilo med rekama Vaal in Oranje ustanovljenih pet do šest velikih kolonij Voortrekkerjev s skupno populacijo okoli 2000 pohodnikov.

### Konflikt z Zuluji
Oktobra 1837 se je Retief srečal z zulujskim kraljem Dinganeom, da bi se pogajal o pogodbi za zemljišče v današnjem Kwa-Zulu Natalu. Kralj Dingane, sumničav in nezaupljiv zaradi prejšnjih prilivov Voortrekkerjev z druge strani Drakensberga, je dal ubiti Retiefa in sedemdeset njegovih privržencev.
Obstajajo različne interpretacije tega, kar se je zgodilo, saj se je ohranilo samo pisno poročilo očividca misijonarja Francisa Owena. Retiefova pisna zahteva za zemljišče je vsebovala prikrite grožnje s sklicevanjem na poraz Voortrekkerjev nad domorodnimi skupinami, ki so jih srečali na njihovem potovanju. Zahteva Voortrekkerjev po pisni pogodbi, ki bi zagotavljala lastništvo zasebne lastnine, ni bila združljiva s sočasno zulujsko ustno kulturo, ki je predpisovala, da lahko poglavar samo začasno razdeli zemljo, ker je v skupni lasti.
Večina različic se strinja, da se je zgodilo naslednje: Oblast kralja Dinganea se je razširila na nekaj ozemlja, v katerem so se Buri želeli naseliti. Kot predpogoj za odobritev zahteve Voortrekkerjev je zahteval, da Voortrekkerji vrnejo nekaj goveda, ki ga je ukradel Sekonyela, rivalski poglavar. Potem ko so Buri vrnili živino, je kralj Dingane povabil Retiefa v svojo rezidenco v uMgungundlovu, da bi dokončno sklenil pogodbo, pri čemer je pokol načrtoval vnaprej ali pa se je za to odločil po prihodu Retiefa in njegovih mož.
Pričakovano navodilo kralja Dingana svojim bojevnikom, "Bulalani abathakathi! (Zulu za 'ubiti čarovnice') morda nakazuje, da je menil, da imajo Buri zlobne nadnaravne moči. Po umoru Retiefove delegacije je bila poslana zulujska vojska 7000 impijev, ki je takoj napadla taborišča Voortrekkerjev v vznožju Drakensberga na mestih, ki so se kasneje imenovala Blaauwkrans in Weenen, kar je privedlo do pokola v Weenenu, v katerem je bilo ubitih 532 ljudi, vključno z 282 Voortrekkerji, od tega 185 otrok in 250 Kojkojev in Basuto, ki so jih spremljali. V nasprotju s prejšnjimi spopadi s Xhosi na vzhodni Kapski meji so Zuluji pobili ženske in otroke skupaj z moškimi, s čimer so izbrisali polovico natalskega kontingenta Voortrekkerjev.
Voortrekkerji so se maščevali s 347-članskim kaznovalnim napadom na Zuluje (kasneje znani kot Flight Commando), ki so jih podpirali novi prišleki iz svobodne države Oranje. Približno 7000 vojakov je Voortrekkerje močno porazilo pri Ithaleniju, jugozahodno od uMgungundlovuja. V veliki meri je bila kriva dobro znana nepripravljenost afrikanskih voditeljev, da bi se podredili vodstvu drug drugega, kar je kasneje oviralo trajen uspeh v anglo-burskih vojnah.
Novembra 1838 je prišel Andries Pretorius, da bi pomagal pri obrambi. Nekaj dni pozneje, 16. decembra 1838, so se pohodniki borili proti Zulu impisom v bitki pri Blood River. Pretoriusova zmaga nad zulujsko vojsko je povzročila državljansko vojno v zulujskem narodu, saj se je polbrat kralja Dinganea, Mpande kaSenzangakhona, povezal z Voortrekkerji, da bi strmoglavil kralja in se vsilil. Mpande je poslal 10.000 impijev, da bi pomagali pohodnikom v nadaljnjih odpravah proti Dinganu.
Po porazu zulujskih sil in obnovitvi pogodbe med Dinganeom in Retiefom iz Retiefovega telesa so Voortrekkerji razglasili republiko Natal. Po Dinganejevi smrti je bil Mpande razglašen za kralja, narod Zulu pa se je povezal s kratkotrajno republiko Natal do njene aneksije Britanskemu imperiju leta 1843.
Puške Voortrekkerjev so jim ponudile tehnološko prednost pred tradicionalnim orožjem Zulujev, kratkimi vbodnimi sulicami, bojnimi palicami in ščiti iz goveje kože. Buri so svojo zmago pripisali zaobljubi, ki so jo dali Bogu pred bitko: če bodo zmagali, bodo oni in prihodnje generacije ta dan praznovali kot soboto. Nato so Buri 16. december praznovali kot državni praznik, ki so ga najprej imenovali Dinganov dan, kasneje pa so ga spremenili v Dan zaobljube. Po apartheidu je južnoafriška vlada ime spremenila v Dan sprave, da bi spodbudila spravo med vsemi Južnoafričani.

## Vpliv
Konflikt med Voortrekkerji je bil problem, ker je pohod izravnal predhodno obstoječo razredno hierarhijo, ki je prej uveljavljala disciplino, in tako se je porušila socialna kohezija. Namesto tega so se vodje pohodov bolj zanašali na patriarhalno družinsko strukturo in vojaški ugled, da bi ohranili nadzor nad svojimi skupinami. To je imelo velik in trajen vpliv na kulturo in družbo afrikanščine.

### Praznovanja stoletnice
Praznovanje velikega pohoda v 1930-ih je imelo pomembno vlogo pri rasti afriškega nacionalizma. Menijo, da so izkušnje druge burske vojne in naslednjega obdobja, med letoma 1906 in 1934, pomanjkanja javne razprave o vojni v afriški skupnosti pomagale postaviti prizorišče za veliko povečanje zanimanja za afriško nacionalno identiteto. Praznovanje stote obletnice Velikega pohoda skupaj z novo generacijo afrikancev, ki jih je zanimalo učenje o afrikanskih izkušnjah med bursko vojno, je spodbudilo porast afrikanskega nacionalizma.
Praznovanje stote obletnice se je začelo s ponovno uprizoritvijo pohoda, ki se je začel 8. avgusta 1938 z devetimi volovskimi vpregami pri kipu Jana van Riebeecka v Cape Townu in končalo pri pravkar dokončanem spomeniku Voortrekkerjev v Pretorii, udeležilo pa se ga je več kot 100.000 ljudi. Drugi uprizoritveni pohod, ki se je začel ob istem času in na istem kraju, se je končal na prizorišču bitke pri Blood River.
Komemoracija je sprožila množično navdušenje med Afrikanci, saj je pohod ponovne uprizoritve potekal skozi majhna mesta in kraje Južne Afrike. Tako udeleženci kot gledalci so sodelovali z oblačenjem v oblačila Voortrekkerjev, preimenovanjem ulic, slovesnostmi, postavljanjem spomenikov in polaganjem vencev na grobove afriških junakov. Kuhanje obrokov na odprtem ognju na enak način, kot so to storili Voortrekkerji, je postalo modno med prebivalci mesta, kar je rodilo južnoafriško tradicijo braainga. Ep v afrikanščini z naslovom Gradnja naroda ((Die Bou van 'n Nasie)) je bil posnet leta 1938, da sovpada s 100. obletnico Velikega pohoda. Film v afrikanščini govori o zgodovini Južne Afrike od leta 1652 do 1910 s poudarkom na Velikem pohodu.
Številne afrikanske organizacije, kot sta Afrikaner Broederbond in Afrikaanse Taal en Kultuurvereniging, so nadaljevale s promocijo ciljev stoletnice pospeševanja afrikanskega vzroka in krepitve večjega občutka enotnosti in solidarnosti v skupnosti še dolgo v 20. stoletje.

## V popularni kulturi

### Film
- Neukročena (1955), pustolovska/ljubezenska zgodba o Irki, ki išče novo življenje v Južni Afriki po veliki lakoti. Temelji na istoimenskem romanu Helge Moray iz leta 1950.
- The Fiercest Heart (1961), pustolovska/ljubezenska zgodba o dveh britanskih vojakih, ki zapustita vojsko in se pridružita skupini Burov, ki gredo proti severu na Great Trek.